# آلا-بوگا
آلا-بوگا (به لاتین: Ala-Buga) یک رود در قرقیزستان است که در قرقیزستان واقع شده‌است.